# 1521
| [ Edytuj tabelę ]                 | |
| Król Polski                       | - 1507 Zygmunt I Stary 1548 |
| Współksiążęta Andory              | - 1515 Joan d’Espés 1530 - 1517 Henryk II 1555 |
| Król Anglii                       | - 1509 Henryk VIII 1547 |
| Władca Azteków                    | - 1520 Cuauhtémoc 1521 - 1521 Hernán Cortés 1525 |
| Elektor Brandenburgii             | - 1499 Joachim I Nestor 1535 |
| Książę Bawarii                    | - 1508 Wilhelm IV 1550 - 1516 Ludwik X 1545 |
| Sułtan Brunei                     | - 1473 Bolkiah 1521 - 1521 Abdul Kahar 1575 |
| Cesarz Chin                       | - 1505 Zhengde 1521 - 1521 Jiajing 1566 |
| Król Czech                        | - 1516 Ludwik II Jagiellończyk 1526 |
| Król Danii                        | - 1513 Chrystian II 1523 |
| Dalajlama                         | - 1475 Gendun Gjaco 1541 |
| Cesarz Etiopii                    | - 1508 Lybne Dyngyl 1540 |
| Król Francji                      | - 1515 Franciszek I 1547 |
| Król Hiszpanii                    | - 1516 Karol I 1556 |
| Hrabia Holandii                   | - 1515 Karol I Habsburg 1555 |
| Szach Iranu                       | - 1501 Isma’il I 1524 |
| Władca Inków                      | - 1493 Huayna Capac 1527 |
| Lord Irlandii                     | - 1509 Henryk VIII Tudor 1542 |
| Cesarz Japonii                    | - 1500 Go-Kashiwabara 1526 |
| Kalif                             | - 1520 Sulejman I 1566 |
| Patriarcha Konstantynopola        | - 1513 Teolept I 1522 |
| Władca Korei                      | - 1506 Chungjong 1544 |
| Wielki książę litewski            | - 1506 Zygmunt I Stary 1548 |
| Sułtan Maroka                     | - 1505 Muhammad al-Burtukali 1524 |
| Książę Mediolanu                  | - 1521 Franciszek II 1535 |
| Senior Monako                     | - 1505 Lucjan 1523 |
| Wielki książę moskiewski          | - 1505 Wasyl III 1533 |
| Król Nawarry                      | - 1516 Henryk II 1555 |
| Król Norwegii                     | - 1513 Chrystian II 1523 |
| Sułtan Omanu                      | - 1500 Muhammad ibn Isma’il 1529 |
| Elektor Palatynatu                | - 1508 Ludwik V 1544 |
| Papież                            | - 1513 Leon X 1521 |
| Król Portugalii                   | - 1495 Manuel I 1521 - 1521 Jan III 1557 |
| Cesarz Rzymski (niemiecki)        | - 1519 Karol V Habsburg 1558 |
| Kapitanowie Regenci San Marino    | - 1520 Andrea di Bonifazio Francesco di Girolamo 1521 - 1521 Bartolomeo di Antonio Amanti Bartolo di Simone Belluzzi 1521 - 1521 Cristofaro Martelli Giacomo di Lodovico Calcigni 1522 |
| Elektor Saksonii                  | - 1486 Fryderyk I Mądry 1525 |
| Król Szkocji                      | - 1513 Jakub V 1542 |
| Król Szwecji                      | - 1520 Chrystian II Oldenburg 1521 - 1521 Gustaw I Waza 1560 |
| Król Tajlandii                    | - 1491 Ramathibodi II 1529 |
| Sułtan Turków                     | - 1520 Sulejman Wspaniały 1566 |
| Doża Wenecji                      | - 1501 Leonardo Loredano 1521 - 1521 Antonio Grimani 1523 |
| Król Węgier                       | - 1516 Ludwik II 1526 |
| Cesarz Wietnamu                   | - 1516 Lê Chiêu Tông 1522 |
| Wielki mistrz zakonu krzyżackiego | - 1510 Albrecht Hohenzollern 1525 |

Rok 1521 / MDXXI
stulecia: XV wiek ~
XVI wiek ~
XVII wiek

lata: 1511 «
1516 «
1517 «
1518 «
1519 «
1520 «
1521
» 1522
» 1523
» 1524
» 1525
» 1526
» 1531

## Wydarzenia na świecie
- 3 stycznia – papież Leon X ekskomunikował Marcina Lutra.
- 24 stycznia – Ferdynand Magellan odkrył atol Puka Puka na Pacyfiku.
- 26 stycznia – wojna polsko–krzyżacka: nieudany atak wojsk krzyżackich na Olsztyn, którego obroną dowodził Mikołaj Kopernik.
- 6 marca – Ferdynand Magellan dotarł do wysp Guam i Rota w archipelagu Marianów.
- 16 marca – Ferdynand Magellan odkrył Filipiny.
- 27 marca – wojna polsko-krzyżacka: statki gdańskie zdobyły na Zalewie Wiślanym statek krzyżacki „Kneiphof” z 75-osobową załogą i żołnierzami zaciężnymi. W wyniku ataku „Kneiphof” wpłynął na mieliznę, gdzie był ostrzeliwany i w końcu skapitulował. 9 kwietnia został odprowadzony do Gdańska i potraktowany jako zdobycz wojenna.
- 5 kwietnia – wojna polsko-krzyżacka: zawarto 4-letni rozejm w Toruniu.
- 7 kwietnia – Ferdynand Magellan wylądował na wyspie Cebu.
- 16 kwietnia – Hiszpanie pod wodzą Hernána Cortésa zdobyli azteckie miasto Xochimilco.
- 17 kwietnia – Marcin Luter po otrzymaniu listu żelaznego przybył na obrady sejmu Rzeszy w Wormacji, wezwany w celu odwołania swej nauki.
- 18 kwietnia – wezwany na obrady sejmu Rzeszy w Wormacji Marcin Luter odmówił odwołania swych nauk.
- 23 kwietnia – powstanie Comuneros w Kastylii: wojska Habsburgów zadały powstańcom decydującą klęskę w bitwie pod Villalar.
- 27 kwietnia – Ferdynand Magellan zginął w potyczce z mieszkańcami wyspy Mactan.
- 28 kwietnia – podczas obrad Sejmu Rzeszy Niemieckiej w Wormacji cesarz Karol V Habsburg zawiera ze swoim bratem, Ferdynandem układ, na mocy którego przekazuje mu władzę w Austrii, Styrii i Karyntii, ale zachowuje dla siebie tytuły władcy tych ziem.
- 29 kwietnia – szwedzka wojna o niepodległość: zwycięstwo wojsk szwedzkich nad duńskimi w bitwie pod Västerås.
- 4 maja – w celu uchronienia Marcina Lutra od prześladowań, książę saski Fryderyk III Mądry upozorował jego porwanie, a następnie pod przybranym imieniem rycerza Jerzego ukrył na 10 miesięcy na zamku w Wartburgu.
- 18 maja – Francuzi przypuścili atak na twierdzę w Pampelunie (twierdza skapitulowała po trzech dniach, gdy jej obrońca Ignacy Loyola został ranny w nogę).
- 20 maja – Ignacy Loyola został ciężko ranny podczas hiszpańsko-francuskiej bitwy pod Pampeluną.
- 26 maja
  - podczas obrad Sejmu Rzeszy Niemieckiej w Wormacji cesarz Karol V Habsburg ogłosił edykt, na mocy którego Marcin Luter i jego zwolennicy zostali skazani na banicję.
  - podbój Meksyku przez Hiszpanów: rozpoczęła się bitwa pod Tenochtitlán.
- 9 lipca – na wieży katedry wawelskiej zawieszono Dzwon Zygmunt.
- 13 sierpnia – hiszpański konkwistador Hernán Cortés zdobył Tenochtitlán, indiańskie miasto-państwo w środkowym Meksyku założone przez Azteków.
- 29 sierpnia – wojska osmańskie Sulejmana I Wspaniałego zajęły Belgrad.
- 13 listopada – powstało II Księstwo opolsko-raciborskie.
- 13 grudnia – Jan III został królem Portugalii.

## Urodzili się
- 8 maja – Piotr Kanizy, święty, niemiecki jezuita (zm. 1597)
- 4 sierpnia – Urban VII, papież (zm. 1590)
- 13 grudnia – Sykstus V, papież (zm. 1590)

- data dzienna nieznana: 
  - Andrzej Avellino, włoski teatyn, święty katolicki (zm. 1608)

## Zmarli
- 27 kwietnia – Ferdynand Magellan, portugalski żeglarz w służbie hiszpańskiej (ur. 1480)
- 10 maja – Sebastian Brant, niemiecki humanista i satyryk (ur. 1457)
- 27 sierpnia – Josquin des Prés, holenderski kompozytor (ur. ok. 1440)
- 2 listopada – Małgorzata Lotaryńska, księżna Alençon, tercjarka franciszkańska, błogosławiona katolicka (ur. 1463)
- 13 listopada – Walentyn raciborski, książę raciborski, ostatni przedstawiciel bocznej linii Przemyślidów (ur. ok. 1485)
- 1 grudnia – Leon X, papież (ur. 1475)
- 13 grudnia – Manuel I Szczęśliwy, król portugalski (ur. 1469)
- 21 grudnia – Dominik Spadafora, włoski dominikanin, błogosławiony katolicki (ur. 1450)

- data dzienna nieznana: 
  - Piero di Cosimo, włoski malarz (ur. ok. 1462)
  - Juan Ponce de León, hiszpański konkwistador (ur. 1460)